# Petrobia latens
Petrobia latens är en spindeldjursart som först beskrevs av Cornelius Herman Muller 1776.  Petrobia latens ingår i släktet Petrobia och familjen Tetranychidae. Inga underarter finns listade i Catalogue of Life.